# C-pop
C-pop (сі-поп, /sɪ pɔp/, абревіатура від англ. Chinese popular music; кит.: 流行 音乐; традиційна китайська: 流行 音樂; піньїнь: hànyǔ liúxíng yīnyuè; Jyutping: hon3jyu5 lau4hang4 jam1ngok6) — вільний музичний жанр представлений митцями, що походять з материкового Китаю, Гонконгу і Тайваню. Інші походять з країн, де китайська мова широко розповсюджена, такі як Сінгапур і Малайзія. C-pop іноді використовується як загальний термін, що охоплює не тільки китайську естраду, але й R&B, балади, китайський рок, китайський хіп-хоп і китайську камерну музику, хоча китайський рок існує як окремий жанр ще з початку 1990-х років.
Виділяють три основні піджанри С-pop: Cantopop, Mandopop і Hokkien pop . В 21 столітті майже не існує відмонності між cantopop та mandopop. Спочатку на Hokkien pop сильно впливали традиційні японські пісні з романтичним змістом, потім була реінтеграція в C-pop та зведення його розвитку до Mandopop.
Спочатку китайська популярна музика була засобом культурної революції та маоїстських ідеологій; однак, під час великих політичних і культурних змін, за останні 50 років, вона втратила своє політичне значення; і тепер дуже схожа на стилі K-pop (Південна Корея) та J-pop (Японія).

## Історія

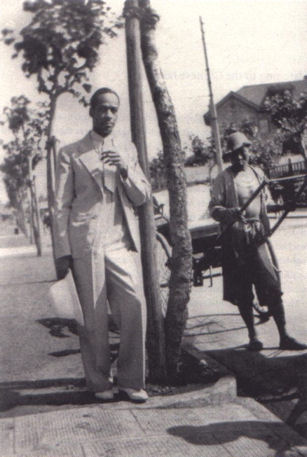
Бак Клейтон, американець, який сприяв розвитку джазової музики в Шанхаї.

Термін « shidaiqu» (що означає «музика епохи» або «популярна музика») використовується для опису сучасної музики, яка співається в мандарині та інших китайських діалектах, зареєстрованих у Китаї з 1920 по 1952 роки, потім у Гонконзі до 1960-х . Шанхай був головним центром індустрії запису китайської популярної музики, і важливою фігурою цього періоду є композитор Лі Цзіньхуй . Баку Клейтону приписують сприяння впливу американського джазу на Китай, де ця музика набула популярності в нічних клубах і танцювальних залах великих міст у 1920-х роках. З кінця 1920-х до 1950-х років в ефірах приватних радіостанцій можна було почути C-pop. [1] Приблизно в 1927 році Лі Цзіньхуй написав пісню «The Drizzle» («毛毛雨»), яку виконала його донька Лі Мінгхуй (黎明暉), і ця пісня, за правом, вважається першою китайською поп-піснею. [2] [3] [4] Вона поєднує в собі джаз та китайську народну музику — мелодія в стилі традиційної пентатонічної мелодії, але манера виконання схожа на американський джазовий оркестр. [5]
Приблизно в період японського вторгнення в Маньчжурію і в роки китайської громадянської війни поп-музику розглядали як розвагу лівих . Після Другої китайсько-японської війни і Другої світової війни C-pop продається, виробляється і маркується на регіональному рівні. В 1949 році Комуністична партія Китаю заснувала Китайську Народну Республіку . Однією з перших дій було визначення жанру "Music|Yellow Music " (з англ. «Жовта музика» ; колір пов'язаний з порнографією). Саме тоді шанхайська індустрія популярної музики розповсюдила поп-музику в Гонконзі, а в 1970-х розробила кантопоп . Переїхавши на Тайвань,Гоміньдан перешкоджав використанню рідного тайванського діалекту Хоккіна з 1950-х до кінця 1980-х років. У результаті mandopop став головним музичним жанром на Тайвані.
У 2000 році EolAsia.com став першим онлайн-порталом C-pop музики у Гонконзі. В лютому 2005 року компанія пережила так звану «бульбашку дот-комів» і запропонувала онлайн-легальні завантаження музики, за підтримки EMI, Warner Music і Sony BMG . [6] В першу чергу вона орієнтована на споживачів Гонконгу і Макао: для придбання деяких пісень вимагається гонконгська карта посвідчення особи.
У серпні 2008 року Норман Ченг, батько гонконгського співака Рональда Ченга, придбав частину EMI Music Asia, в той час як компанія EMI, яка з'явилась в Китаї на початку 20 століття, вийшла з китайського ринку. Typhoon musik придбали ліцензію EMI за 100 мільйонів HK . [7] [8]
У лютому 2008 року місцеві промислові групи подали до суду на головну пошукову сторінку материкового Китаю Baidu.com за надання музики для прослуховування, трансляції та завантаження без попередньої згоди. [9] Піратство продовжує існувати в Китаї, [10] але компанія Google згодом проголосила угоду про співпрацю, що пропонує безкоштовне прослуховування музичних копій. Top100.cn була заснована баскетбольною зіркою Яо Міном, агентом Чжан Мінцзі і музичним інсайдером Чень Ге через інвестиції в 20 мільйонів юанів . [11] Google mp3 став доступний у березні 2009 року. [12] C-pop повільно, але впевнено, розповсюджується на материковому Китаї. Тим не менш, заборона китайського уряду на дуже популярне шоу Super Girl на один рік у 2008 та 2012 роках все ще дуже спірне питання для ринку материкового Китаю. [13]
У ранні роки існування сучасного материкового Китаю, теми пісень, головним чином, зосереджувались на колективістських та партійних цінностях. Офіційно затверджені музичні школи Китаю, зазвичай передбачають прославлення національної китайської культури через пісні, що віддзеркалюють офіційну орієнтацію КНР. Музичне мистецтво, що викладається в школах, тісно пов'язане з китайською патріотичною поезією та традиційною китайською культурою. На освітній процес в значній мірі впливає уряд, тож «… китайський уряд досі використовує традиційну китайську культуру і цінності для посилення своєї легітимності та зміцнення своєї влади» [14]
Після культурної революції, яка вже більше десяти років ізолювала Китай від решти світу, країна відкрилася, особливо під керівництвом прем'єра Денга. Глобальний економічний розвиток запропонував китайським бізнесменам всілякі можливості, а відкриття регіонів східного узбережжя зовнішнім економічним інтересам сприяло суттєвому міжкультурному обміну між Китаєм та іншими країнами, включаючи Сполучені Штати. Глобалізація та приєднання Китаю до Світової організації торгівлі, сприяли тому, щоб інститути в країні були більш сумісними з іншими країнами світу, і зростання міжнародної торгівлі сприяло не тільки збільшенню економічної активності, а й соціальної активності, впливу іноземних культурних стандартів. Незважаючи на те, що нова відкритість вплинула на відносини з широким колом іноземних країн, Сполучені Штати були особливо важливими, оскільки вона була головним торговим партнером, а глобалізація допомогла обом країнам розвинути здорові відносини для майбутнього зростання.
Гласність торгівлі та інших обмінів із Сполученими Штатами, а також, зростаюча кількість китайських студентів, які прагнуть вступити до навчальних закладів у США, сприяла знайомству з американською поп-музикою. Хоча це був не перший екскурс зарубіжної музики в Китаї, тому що зростала обізнаність про унікальний бренд західної популярної музики в Гонконзі, відомому як Cantopop, також американський рок, афро-американський хіп-хоп і реп-музика, безсумнівно, була краще сприйнята китайською молоддю порівняно з поколінням їхніх батьків. На сьогоднішній день співаки з материка, такі як Хуа Ченю, є одним з найвпливовіших молодих поп-рок співаків у Китаї, білети на його концерти розпродаються за 2 хвилини 58 секунд і це доводить те, що на сьогоднішній день китайська поп-музика знаходяться на піку своєї популярності. [Архівовано 27 лютого 2019 у Wayback Machine.] .
[15](Rupke & Blank, 2009). Глобалізація популярної музики вплинула і на інші країни Східної Азії, особливо на Корею та Японію, і це, в свою чергу, вплинуло на розвиток Китаю, оскільки «екскурсії між поп-культурами трьох країн» [16] вважаються значними (Tricks, 2014, p. 4).

## Жанри
| Жанр                       | Піджанри                      | Розташування                       |
| -------------------------- | ----------------------------- | ---------------------------------- |
| Китайська популярна музика | Кантонська популярна музика   | Гонконг, Макао, Гуандун, Малайзія  |
| Китайська популярна музика | Популярна мандаринська музика | Китай, Тайвань, Сінгапур, Малайзія |
| Китайська популярна музика | Популярна музика Міннана      | Тайвань, Фуцзянь, Малайзія         |

## Видатні співаки
У 1999 році Малазійська газета Nanyang Siang Pau склала список 100 найвпливовіших C-pop співаків ХХ століття. Ось 30 з них: Teng|Teresa Teng, Xuan|Zhou Xuan, Ōtaka|Yoshiko Ōtaka, Hui|Samuel Hui, Guang|Bai Guang, Tsui|Paula Tsui, Tam|Alan Tam, Cheung|Jacky Cheung, Mui|Anita Mui, Cheung|Leslie Cheung, Wong|Faye Wong, Wen-cheng|Liu Wen-cheng, Yu|Chyi Yu, Yee|Lee Yee (李逸), Chan|Danny Chan, Wong|Dave Wong, Rui|Julie Su, Tam|Roman Tam, (band)|Beyond, Moo|Eric Moo, Chin|Chyi Chin, Su-yong|Yao Surong (姚蘇蓉), Yingyin|Wu Yingyin, Ting|Tsin Ting, Lee|Yao Lee, Ping|Tsui Ping, Chin (singer)|Tsai Chin, Ta-yu|Lo Ta-yu та Lee (record producer)|Jonathan Lee. [17]
Наприкінці 2007 року RTHK почав публікувати список під назвою «Безсмертні легенди» (傳奇) на честь померлих легендарних співакі поп-індустрії. Цієї честі удостоїлись Tam|Roman Tam, Mui|Anita Mui, Teng|Teresa Teng, Cheung|Leslie Cheung, Ka Kui|Wong Ka Kui (засновник (band)|Beyond), та Chan|Danny Chan.[1] Всі шість зірок естради зіграли важливу роль у розвитку музичної індустрії Гонконгу або Тайваню .
У 2010 році Music Awards|Chinese Music Awards визначили топ-30 C-pop артистів з 1980 року. Вони розташовані відповідно до років свого народження: Jia-chang|Liu Jia-chang, Guyi|Li Guyi (李谷一), Lam|George Lam, Hui|Sam Hui, Tsui|Paula Tsui, Tam|Roman Tam, Tam|Alan Tam, Wen-cheng|Liu Wen-cheng, Rui|Julie Su, Teng|Teresa Teng, Fei Fei|Fong Fei Fei, Tseng|Jenny Tseng, Ta-yu|Lo Ta-yu, Yu-ching|Fei Yu-ching, Cheung|Leslie Cheung, Chan|Danny Chan, Yu|Chyi Yu, Chin (singer)|Tsai Chin, Chin|Chyi Chin, Mui|Anita Mui, Lee (record producer)|Jonathan Lee, Cheung|Jacky Cheung, Jian|Cui Jian, Huan|Liu Huan, Ming Pair|Tat Ming Pair, (band)|Beyond, Lam|Sandy Lam, Wong|Faye Wong, Chan|Eason Chan та Chou|Jay Chou. [19]
В кінці 2010 року, В'єтнамський журнал Хоа Học Тро оголосив список топ 5 C-pop бой-бендів 2000-х років, і всі вони з Тайваню. До них належать: F4, 183 Club, 5566, (Taiwanese band)|Fahrenheit (Fei Lun Hai) і Lollipop (Bang Bang Tang). [20]